# Kẻ hủy diệt
Kẻ hủy diệt (tiếng Anh: The Terminator) là một bộ phim điện ảnh hành động/khoa học viễn tưởng phát hành vào năm 1984. Phim được đạo diễn bởi James Cameron, đồng tác giả kịch bản bởi Cameron và William Wisher Jr với sự tham gia diễn xuất của Arnold Schwarzenegger, Linda Hamilton và Michael Biehn. Bộ phim được sản xuất bởi Hemdale Film Corporation và được phân phối bởi Orion Pictures. Bối cảnh quay tại Los Angeles.
Schwarzenegger thủ vai Kẻ hủy diệt (Người máy hủy diệt), một sát thủ người máy sinh học bất khả chiến bại, được hệ thống siêu máy tính có trí tuệ nhân tạo Skynet gửi về từ tương lai nhằm tiêu diệt Sarah Connor (do vai Linda Hamilton thủ vai) ở năm 1984. Kyle Reese (do Michael Biehn thủ vai), một người lính của Phe kháng chiến, đã du hành ngược thời gian về quá khứ để bảo vệ Sarah.
Mặc dù không nằm trong dự đoán thành công về mặt thương mại, Kẻ hủy diệt đã đứng đầu phòng vé Bắc Mỹ trong hai tuần liền và góp phần thúc đẩy sự nghiệp điện ảnh của James Cameron và Arnold Schwarzenegger lên một bước tiến mới. Năm 2008, tác phẩm đã được vinh danh bởi Thư viện Quốc hội khi được lưu trữ bảo tồn tại Viện lưu trữ phim quốc gia Mỹ.